# Бригада

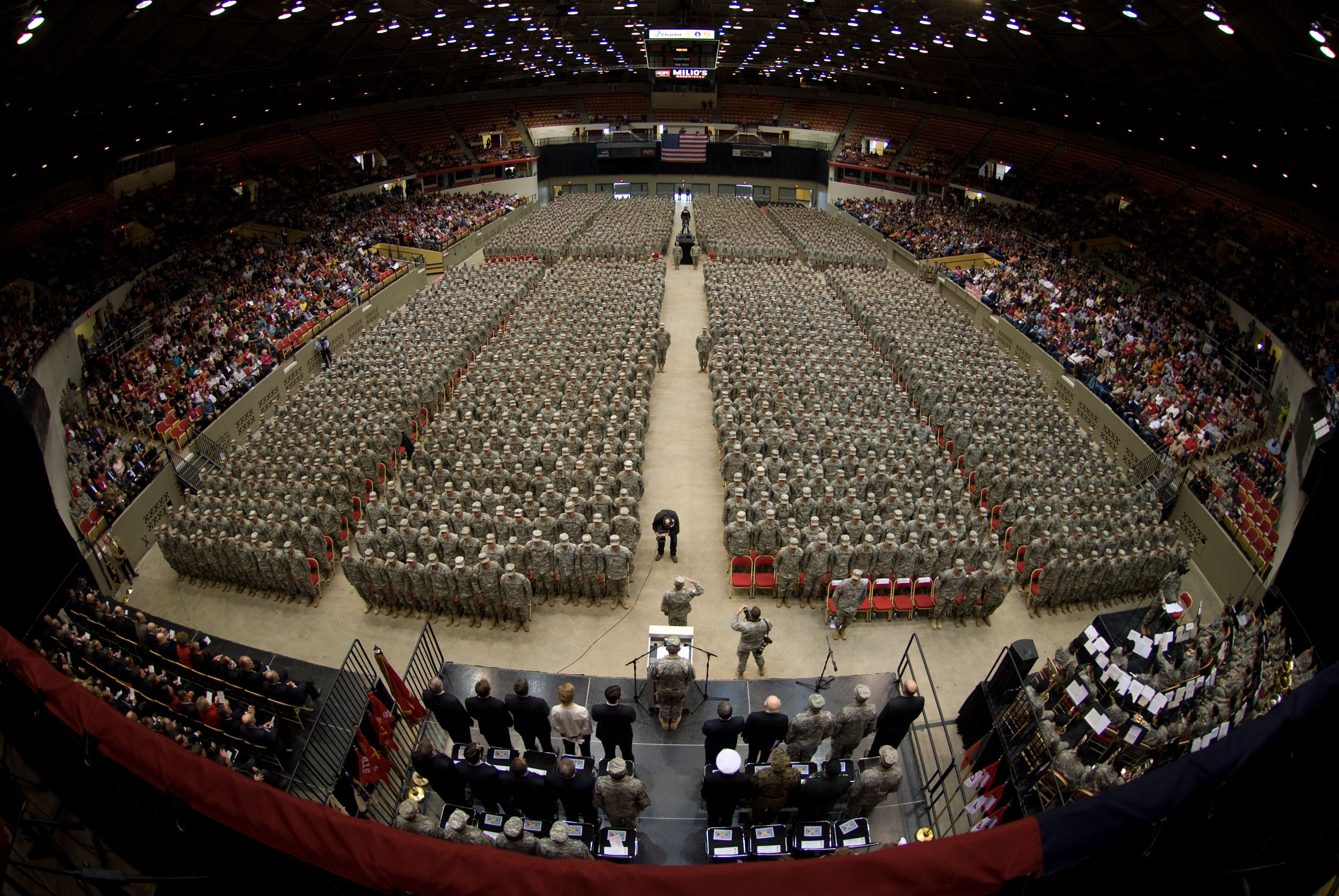
Личный состав 32-я пехотная бригада (США) Армии НГ США
(около 3200 человек) на торжественной церемонии.
17 февраля 2009 года

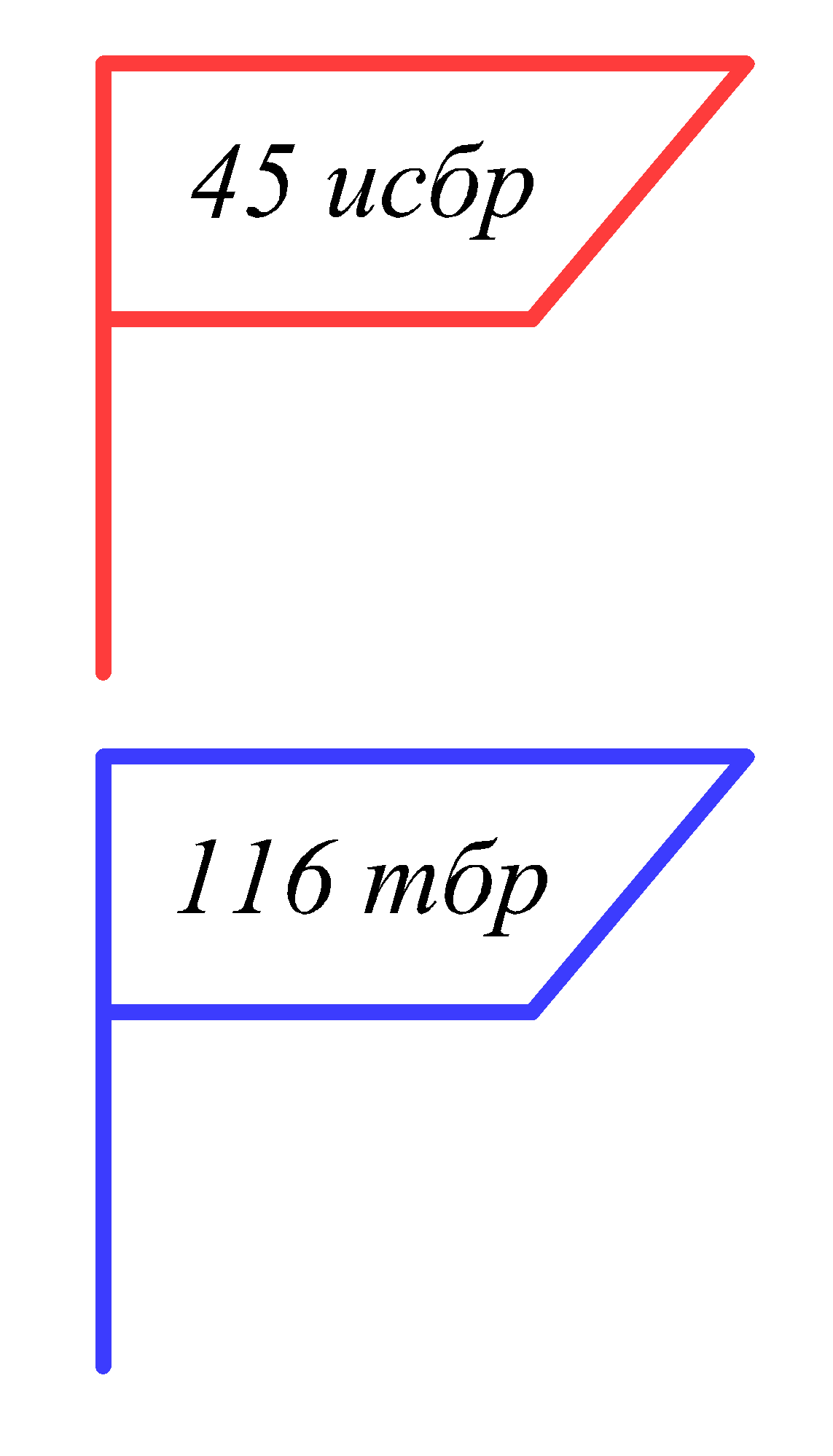
Знак командного пункта бригады на военных топографических картах, принятый в СССР и России.
Красный цвет — формирования своих войск.
Синий цвет — формирования войск противника
Примерные сокращения:
45 исбр — 45-я инженерно-сапёрная бригада
116 тбр — 116-я танковая бригада

Условный знак «Бригада», стандарт НАТО

Брига́да (фр. brigade «отряд, команда») — формирование, наименьшее тактическое соединение в вооружённых силах многих государств мира.
По боевому составу занимает промежуточное положение между полком и дивизией. Встречается практически во всех родах войск видов вооружённых сил, отдельных родах войск и специальных войск. Может включаться в состав более крупного соединения или объединения. В случаях, когда бригада не входит в состав объединения, как и в аналогии с отдельными частями, ей может быть присвоен статус отдельная.

## Этимология
Брига́да — слово, по одной из версий, итальянского происхождения (brigata — «войско, группа людей, компания, артель»), которое было заимствовано французским языком в форме «brygada, brigade, briga» — «воинская часть, спор, борьба», а затем — польским, из которого и пришло в русский язык в XVIII веке. Д. И. Фонвизин использовал слово «бригадир» как среднее между «полковником» и «генералом», женой которого была «бригадирша».
Этимологический онлайн-словарь Л. В. Успенского предполагает, что слово могло прийти из немецкого (Brigade) или французского языков. «Словарь иностранных слов, вошедших в состав русского языка». Чудинов А. Н. и Макс Фасмер относят заимствование к французскому (бригада), немецкому и испанскому, куда, по мнению Фасмера, слово пришло из кельтского языка в форме «брига» и в значении «собрание людей».
Краткий этимологический словарь трактует значение итальянского слова brigata в значении «бригада; группа, компания», которое с началом XVIII века стало обозначать военное образование или организованную группу людей, занимающихся выполнением определённой услуги или задачи.
В итальянском языке слово имеет несколько значений — группа людей, собирающихся, в основном, ради развлечения: бригада гуляк; быть в бригаде, быть частью компании. В провинции — маленькая бригада, счастливая жизнь. Армейское тактическое подразделение или группа, организованная в вооруженные формирования: Красные бригады, Интернациональные бригады.

## Командование, состав и численность
Бригада возглавляется офицером в должности командира бригады.
Состав бригады различается от принадлежности к виду вооружённых сил и роду войск. В сухопутных войсках бригада состоит из нескольких батальонов (иногда полков), дивизионов, подразделений боевого и тылового обеспечения. В военно-воздушных силах бригада состоит из эскадрилий. В войсках ПВО бригада состоит из дивизионов (батальонов). В военно-морском флоте в состав бригады включаются корабли или дивизионы кораблей. В специальных войсках бригады состоят из батальонов.
Численность личного состава бригады зависит от её типа и исторического периода. Ниже показана численность развёрнутых бригад (по штату военного времени) разных государств и разных исторических периодов:
- трубопроводная бригада СССР (на 1988 год) — около 1000 человек;
- дорожно-комендантская бригада СССР (на 1988 год) — около 1200;
- танковая бригада СССР (на 1942 год) — 1400;
- бригада специального назначения ГРУ СССР (в 1980-е годы) — 1700;
- десантно-штурмовая бригада СССР (в 1980-е годы) — 2800—3000;
- бригада морской пехоты (в 1980-е годы) — 3000;
- мотострелковая бригада СССР (на 1942 год) — 3000;
- механизированная бригада СССР (на 1944 год) — 3500;
- мотопехотная бригада Германии (в 1990-е годы) — 3500;
- кавалерийская бригада СССР (на 1930 год) — свыше 3500;
- механизированная бригада Италии (в 1990-е годы) — до 5000;
- бронетанковая бригада Турции (в 1990-е годы) — 5000;
- экспедиционная бригада морской пехоты США (в 1990-е годы) — свыше 16 000[11].

## Особенности бригад
Бригадная организация — структура формирования и организационная структура в роде войск или в виде вооружённых сил, основу которой составляют отдельные бригады.
Бригадная организация войск, по сравнению с полком, обладает более высокой способностью действовать самостоятельно. Бригады специальных войск отличаются возможностью комплексно решать поставленные перед ними задачи.
Преимуществом бригад по сравнению с дивизиями — является более высокая маневренность. Разнородность и автономность боевого состава даёт возможность бригаде в более короткие сроки перестраивать боевой порядок, перегруппировываться внутри операционного направления по фронту и глубине. Бригады обладают оперативно-тактической самостоятельностью, которая им позволяет долго действовать в отрыве от основных сил на разобщенных направлениях.
Вместе с тем некоторыми военными экспертами бригадная организация признаётся нерациональной для крупномасштабных боевых действий, для которых больше приспособлены дивизии. При этом ими не отрицается что для небольших вооружённых конфликтов использование бригад более рационально чем использование дивизий.

## История создания бригад
Первое применение бригады, как формы боевого порядка, относится к XVII веку. В 1630 году шведский король Густав II Адольф в бою под городом Деммин выставил батальоны двух полков в три линии под единым командованием. Итоги боевых действий показали что боевая единица подобной организации обладала достаточной огневой мощью, маневренностью и рациональностью в управлении.
Во второй половине XVII века бригада как основное пехотное и кавалерийское тактическое формирование внедрена почти во всех армиях европейских государств. При этом высшей административно-хозяйственной единицей мирного времени в войсках оставался полк. Бригада рассматривалась как временное (сводное) боевое формирование, создававшееся при возможности наступления боевых действий из батальонов и эскадронов. В некоторых случаях бригада создавалась непосредственно перед боем.
Качественное изменение бригадной организации войск от временного (сводного) формирования к формированию постоянного состава произошло в ходе наполеоновских войн 1799—1815 годов. При этом бригадная организация войск во французской армии стала настолько расширенной что формирования уровня полка некоторое время именовались «полубригадами» (фр. demi-brigade).
В ряде государств бригадная организация была поставлена в основу территориальной системы комплектования армии, которое привело к появлению такого понятия как «бригадные районы». Но постоянный рост численности регулярных войск, увеличение пространств на театрах военных действий а также увеличение размаха боевых действий показало, что бригада как крупнейшая тактическая единица стала слишком мелкой и требовалось введение в войсках нового, более крупного типа соединения постоянного состава, которое улучшало процесс управления войсками. Поэтому в начале XIX века созданы дивизии, как более крупные соединения чем бригада. Кавалерийские и пехотные бригады вошли в дивизии, в некоторых случаях как войсковые части. Артиллерийские бригады состоявшие из 2—4 батарей, которые были созданы к тому периоду, вошли в пехотные дивизии по штату мирного времени для боевого слаживания пехоты и артиллерии. По этой причине в военной литературе прошлых периодов указывается на наличие отдельных и неотдельных бригад. К началу Первой мировой войны бригады, не являвшиеся отдельными, были во всех армиях европейских государств: в пехотные дивизии входили 2 пехотные бригады, каждая состояла из 2 пехотных полков и 1 артиллерийской батареи.
С техническим прогрессом и дальнейшим развитием вооружения появлялись новые рода войск и специальных войск в которых были созданы такие типы бригад как авиационные, железнодорожные, миномётные, мотопехотные, сапёрные, танковые, противотанковые и другие. Состав таких бригад включал разнородные части и подразделения, в том числе и тылового снабжения. Необходимость включения тыловых подразделений обусловливалась обширностью театров военных действий и низкой плотностью фронтов, которые требовали большей автономности (самостоятельности) для войсковых формирований действовавших на отдельных направлениях.
В Российской империи бригадная организация была основательно внедрена в начале XIX века, когда кроме пехотных и кавалерийских бригад были созданы первые артиллерийские и пионерные (сапёрные). Также были созданы бригады: стрелковые, крепостные пехотные, пограничной стражи, резервные, кавалерийские запаса, запасные (на военное время), местные и другие. В царском флоте первоначально бригадой именовалось соединение из 3 кораблей. В последующем бригадами стали называться отряды однотипных судов (эсминцы, сторожевые корабли, тральщики и другие).
В период Гражданской войны в РСФСР в 1917—1922 годах РККА располагала стрелковыми бригадами, кавалерийскими бригадами, тяжёлые артиллерийские, резервные тяжёлой артиллерии, бригады особого назначения и другие. В пехоте РККА бригадная организация просуществовала до 1922 года, после которого все стрелковые дивизии и отдельные бригады были приведены к единому штату стрелковых дивизий из 3 стрелковых полков. В 1921 в Ленинграде была создана милиционная бригада, ставшая прообразом территориальной дивизии. В тот же период для внутренней службы были созданы вместе с дивизиями отдельные бригады внутренней охраны (ВОХР), после переименованные в бригады внутренней службы (ВНУС).
В годы Великой Отечественной войны соединения из отдельных формирований партизан, общей численностью в 3000—4000 человек и более, также назывались бригадами.
В целом в период Второй мировой войны бригады различного назначения входили в состав действующих армий всех государств обеих коалиций и как форма организации тактического соединения оказались рациональными.

## Место бригады в вооружённых силах
Применение бригадной организации войск зависит от государственной принадлежности вооружённых сил.
В ВС СССР в период с окончания Великой Отечественной войны и до распада СССР основу сухопутных войск, танковых войск, воздушно-десантных войск составляли дивизии и полки. Артиллерийские войска и формирования противовоздушной обороны на уровне многочисленных мотострелковых и танковых дивизий также были представлены полками. Бригады в ВС СССР в основном были в ВМФ, в войсках ПВО и в специальных войсках занимавшихся тыловым и боевым обеспечением. Ракетные войска и артиллерия сухопутных войск корпусного, армейского и окружного подчинения также была представлена в основном бригадами.
Кроме этого бригадная организация войск широко использовалась для Внутренних войск МВД СССР (конвойные бригады) и Пограничных войск КГБ СССР (бригады пограничных сторожевых кораблей), Железнодорожных войск (железнодорожные бригады), которые до 21 марта 1989 года входили в состав ВС СССР. Также с середины 80-х до начала 90-х годов в Войсках правительственной связи КГБ СССР (не входили в состав ВС СССР) было создано 18 бригад связи.
В Вооружённых силах Российской Федерации в период с конца 90-х годов был осуществлён переход от дивизий к бригадной организации в сухопутных войсках, войсках ПВО, ВМФ, в Тылу вооружённых сил и в специальных войсках. В состав современных общевойсковых объединений входят ракетные, зенитно-ракетные и артиллерийские бригады. Основу войск ПВО составляют зенитно-ракетные и радиотехнические бригады. В ВМФ бригады представлены бригадами подводных лодок, бригадами надводных кораблей, отдельными бригадами морской пехоты и войск береговой обороны. В специальных войсках тип бригады определяется их основным назначением: разведки, связи, инженерные, РХБЗ, автомобильные, трубопроводные и другие. Бригады также являются основными соединениями оперативного тыла.
В армиях других государств широкое распространение получили бригады предназначенные для ведения общевойскового боя. К таковым относятся пехотные, мотопехотные, механизированные, танковые, бронетанковые, горнопехотные (альпийские), воздушно-десантные (аэромобильные) и другие.
В 1990-е годы общевойсковые бригады сухопутных войск США и Великобритании не имели постоянной организации. На период боевых действий создавались бригадные тактические группы, для чего в штате дивизий были штатные управления бригад (3 штаба бригад со штабными ротами). Состав создаваемой бригадной тактической группы зависел от боевой задачи, места в боевом порядке и условий обстановки и местности. Тип бригады определялся преобладающим родом войск (танковая, мотопехотная, механизированная). В 1990-е годы в Бундесвере бригада являлась наименьшим тактическим соединением частей. Структура бригад разных типов однообразна и приведена к штатам военного времени. Все бригады имеют порядковую нумерацию. Также в армиях многих государств имеются бригады полевой артиллерии, бригады зенитных управляемых ракет, бригады армейской авиации (вертолётные), инженерные бригады, бригады связи и другие. Бригады вместе с другими типами формирований входят в состав дивизий, армейских корпусов и полевых армий. Также бригадная организация присуща территориальным войскам некоторых государств.
В некоторых случаях непосредственно несколько однотипных или разных по типу отдельных бригад образуют корпус (бригадная структура корпуса). К таковым к примеру в период Великой Отечественной войны относились воздушно-десантные корпуса (состояли из трёх воздушно-десантных бригад), танковые корпуса (3 танковых и 1 мотострелковая бригада), механизированные корпуса (3 механизированных и 1 танковая бригада). В 1990-е годы некоторые отдельные армейские корпуса в Армии США также состояли из трёх отдельных бригад.
В годы Великой Отечественной войны иногда из 2-4 бригад (без их сведения в дивизии и корпуса) создавались объединения уровня армия. К таковому объединению относится сапёрная армия.
В послевоенный период в СССР несколько однотипных бригад Тыла вооружённых сил объединялись в одноимённый корпус (смотреть ниже раздел Специальные войска).

## Бригада в родах войск и видах вооружённых сил

### Сухопутные войска

#### Кавалерийская бригада
Кавалерийская бригада (кбр) — тактическое, (оперативно-тактическое) соединение кавалерии.
Первые в военной истории кбр были сформированы в начале XIX века во Франции при Наполеоне Первом. Они включали в свой состав 2 кавалерийских полка. В состав кавалерийской дивизии входило 2 кбр.
В Российской империи на 1812 год кавалерийские дивизии имели в своём составе 3 кбр каждая из которых включала в себя 2 драгунских полка и 1 полк лёгкой кавалерии. В ходе дальнейших реформ независимо от количества полков в бригаде, число кбр в дивизии было сокращено до двух. Также были созданы отдельные кбр не входившие в состав кавалерийских дивизий. Кавалерийские дивизии и отдельные кбр были основой стратегической (армейской) кавалерии.
К началу Первой мировой войны в кавалериях многих государств бригадное звено в дивизиях было упразднено, за исключением германской армии.
В период Гражданской войны в России, как в РККА так и в Белой армии создавались отдельные кбр и кбр в составе кавалерийских дивизий. В РККА с февраля 1919 года был введён штат отдельной кбр который включал в себя: управление бригады; 2 кавалерийских полка по 4 эскадрона в каждом; конно-артиллерийская батарея из 4 орудий либо дивизион. Личный состав отдельной кбр — 2603 человека. В распоряжении 2839 лошадей. Отличием кбр в составе дивизии от отдельной было отсутствие собственной артиллерии. В феврале 1921 года штат отдельной кбр в составе Первой конной армии был увеличен: 2 кавалерийских полка по 5 эскадронов в каждом; отдельная конно-артиллерийская батарея и сапёрный эскадрон. Личный состав в 2982 человека располагал 3210 лошадьми. В 1930 году отдельный кбр включал в себя: 2 полка каждый из которых состоял из 3 сабельных и 1 пулемётного эскадрона; конно-артиллерийский дивизион на 6 орудий, эскадроны связи, сапёрный и химический взвод. Личный состав вырос до 3500 человек. Непосредственно перед Великой Отечественной войной кбр были переформированы в кавалерийские полки.

#### Пехотная бригада
Пехотная бригада (пбр) в военной истории является главным и самым распространённым типом бригадной организации войск. Чаще входила в состав пехотной дивизии и включала в себя 2—3 пехотных полка. В ходе Первой мировой войны бригадное звено в пехотных дивизиях многих государств было упразднено. В РККА пехотные бригады просуществовали до октября 1918 когда после чего были переименованы в стрелковые. Термины «пехотный» и «стрелковый» являются синонимами.
В Армии США и некоторых других государств в 1990-е годы имелись пбр в составе пехотных дивизий и как отдельные бригады. Как правило такие бригады не имели танков, а основным средством передвижения служили автомобили.
Отдельные пехотные бригады сухопутных войск Турции в 1990-е годы наряду с пехотными дивизиями входили в состав армейских корпусов. Каждая из них включала в свой состав 4 пехотных батальона, 2 артиллерийских дивизиона, зенитную артиллерийскую батарею, роты (штабную, разведывательную, танковую, сапёрную и связи) и тыловые подразделения. На вооружении бригад были более 25 танков, около 90 орудий и миномётов, и до 50 противотанковых средств. Личный состав бригады превышал 5000 человек.
Также в армиях некоторых государств в 1990-е годы (Германия, Италия, Австрия и другие) имелись горнопехотные (альпийские) бригады. Их предназначением являлось ведение боевых действий в горах.

#### Пехотная (стрелковая) бригада в Российской империи и в СССР
Пехотная (стрелковая) бригада — общевойсковое тактическое соединение пехоты (стрелковых войск).
В русской императорской армии стрелковые бригады (сбр) впервые были созданы в 1870-х годах. В состав сбр входили 4 стрелковых полка из 2 стрелковых батальонов или 4 отдельных батальона с артиллерийским дивизионом (для войск на Кавказе и в Туркестане). В различные исторические периоды сбр входили в состав стрелковых дивизий, корпусов, полевых армий либо подчинялись непосредственно командованию фронтов. В РККА с ноября 1918 года 3 стрелковые бригады составляли стрелковую дивизию. Каждая стрелковая бригада включала в себя 3 стрелковых полка, лёгкий артиллерийский дивизион, кавалерийский эскадрон, сапёрную роту, роту связи и тыловые подразделения. На вооружении сбр имелось 48 орудий и миномётов, 144 пулемёта. Личный состав дивизии — свыше 11 000 человек и более 1700 лошадей. Впоследствии оказалось что бригады по таким штатам не имела достаточной манёвренности в связи с чем личный состав был уменьшен, а кавалерийские эскадроны были переданы в подчинение штаба дивизии. По окончании Гражданской войны в РККА стрелковые бригады были расформированы как излишнее промежуточное звено.
В начальный период Великой Отечественной войны из-за сложной обстановки на фронте возникли сложности в создании большого количества стрелковых дивизий в предельно сжатые сроки. В связи с этим было начато создание сбр. Первоначально сбр состояли из 3, а после и 4 батальонов, артиллерийского дивизиона, миномётного дивизиона, роты автоматчиков, подразделений специальных войск и тыла. Личный состав сбр достигал 5000—6000 человек. В 1942 впервые были созданы мотострелковые бригады (мсбр), включавшие в себя 3 мотострелковых батальона, артиллерийский дивизион, миномётного батальона, роты автоматчиков, роты противотанковых ружей и автомобильных подразделений для перевозки личного состава. Личный состав мсбр — около 3000 человек. В ходе боевых действий мсбр применялся в составе танковых корпусов либо батальонами придавался танковым бригадам. К лету 1943 года, после окончательного перелома в войне, большая часть сбр была переформирована в стрелковые дивизии. Оставшиеся сбр были расформированы по окончании войны.

#### Мотострелковая бригада

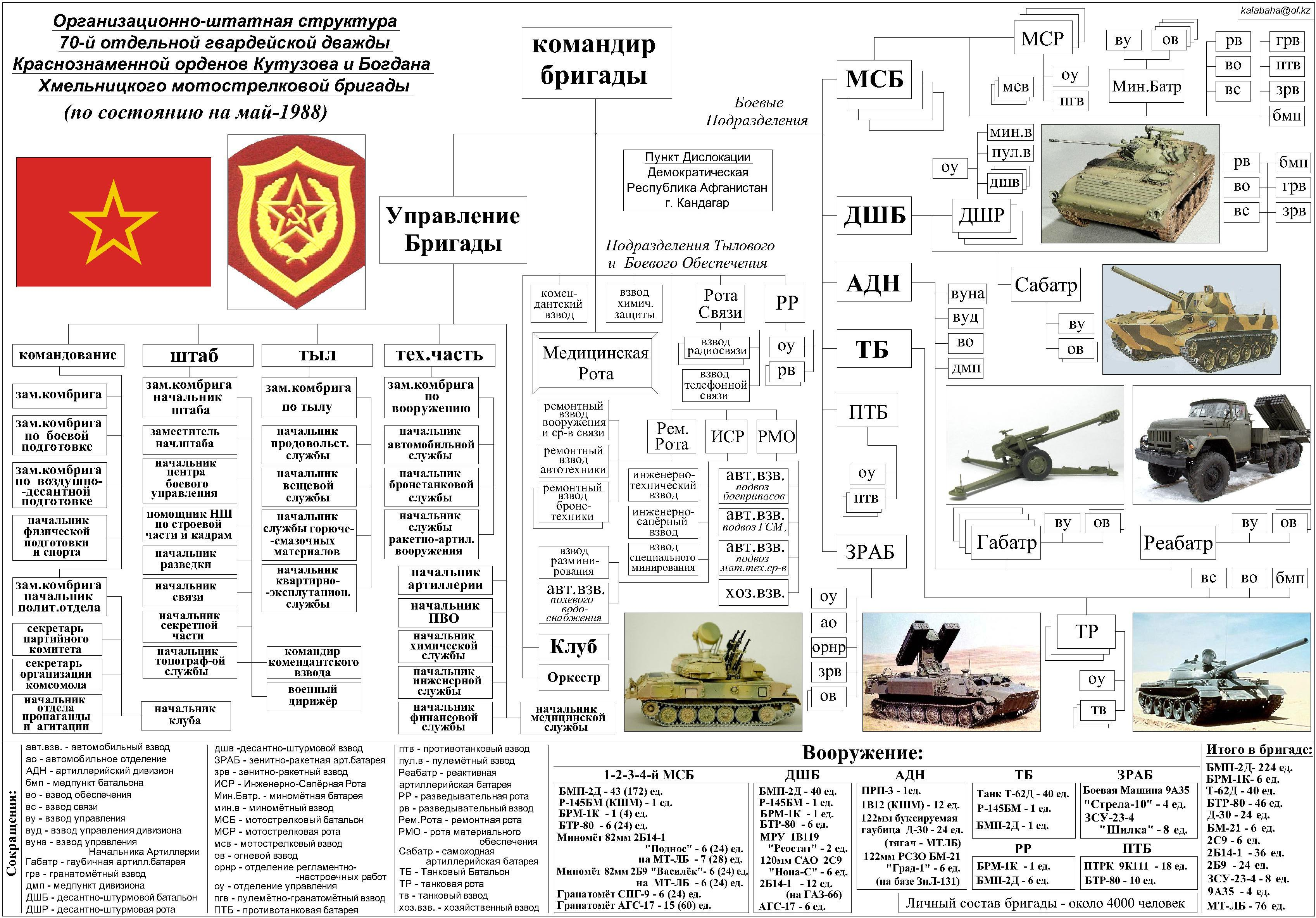
Организационно-штатная структура
70-й отдельной гвардейской мотострелковой бригады
на май 1988 года

Мотострелковая бригада (мсбр) — соединение мотострелковых войск в ВС СССР а также в сухопутных войсках некоторых государствах СНГ на разных исторических этапах.
Впервые в истории ВС СССР мсбр были созданы в 1942 году. В состав мсбр представлявшей собой формирование моторизованной пехоты входили 3 мотострелковых батальона, артиллерийский дивизион, миномётный батальон, зенитный артиллерийский дивизион (10 января 1943 зенитный дивизион исключен из штата и 31 марта 1943 добавлена зенитно-пулемётная рота с 9 крупнокалиберными пулемётами), рота автоматчиков, рота противотанковых ружей и подразделений грузовых автомобилей для перевозки личного состава. Личный состав бригады — около 3000 человек. В боевых действиях мсбр применялась в составе танковых корпусов либо рассредотачивалась по батальонам танковым бригадам. По окончании боевых действий все мсбр были расформированы.
В связи с тем что основу мотострелковых войск Советской армии составляли исключительно мотострелковые дивизии, в послевоенный период создание мотострелковых бригад (как соединений механизированной пехоты) получавших статус «отдельной», носило единичные случаи и были обусловлены объективными причинами для их появления. К примеру для управления общевойсковыми частями советских войск на Кубе в 1962 году была создана 7-я отдельная мотострелковая бригада. В 1980 году, в период Афганской войны путём укрупнения 186-го мотострелкового полка 108-й мотострелковой дивизии и 373-й гвардейского мотострелкового полка 5-й гвардейской мотострелковой дивизии, которым предстояло действовать самостоятельно на отдельном удалённом направлении, были созданы соответственно 66-я омсбр и 70-я омсбр. Для подготовки военнослужащих горнострелковых подразделений в САВО была создана 68-я отдельная горная мотострелковая бригада. Всего на момент распада СССР существовало 4 отдельных омсбр.
После распада СССР в некоторых государствах СНГ в процессе сокращения войск, на базе мотострелковых полков либо мотострелковых дивизий, были созданы отдельные мотострелковые бригады, которые на данный момент есть только в сухопутных войсках Российской Федерации, Таджикистана и Киргизии (англ. motor rifle brigade ↔ MR bde). Аналогичные формирования в других государствах СНГ (Украина, Казахстан, Белоруссия, Узбекистан и другие) на данный момент носят название отдельная механизированная бригада (англ. mechanised brigade ↔ mech bde).

#### Мотопехотная бригада
Мотопехотная бригада (мпбр) — общевойсковое тактическое соединение мотопехоты. Мотопехотные бригады были созданы в послевоенный период в армиях большинства государств НАТО: в ФРГ (в 1959 году), в Великобритании (1969), Бельгии (1961), Голландии (1963), а также Норвегии, Италии, Канады, Дании, Италии и других государств.
В 1990-е годы мпбр мотопехотной дивизии Бундесвера состояла из 2 мотопехотных, смешанного (состоял из 1 танковой и 2 мотопехотных рот), мотопехотного и танкового батальонов, артиллерийского дивизиона а также рот различного предназначения (штабной, противотанковой, инженерной, ремонтной, санитарной, снабжения) и разведывательного взвода. На вооружении мпбр было: 54 танка, 30 САУ и миномётов; 54 ПТРК; 160 противотанковых гранатомётов; свыше 140 БМП и БТР. Личный состав мпбр — около 3500 человек.
Отдельный мпбр сухопутных войск Великобритании в 1990-е годы включал в свой состав 3 мотопехотных батальона, танковый или разведывательный полк, артиллерийский полк, вертолётную эскадрилью, роты (штабную, боевого и тылового обеспечения). На вооружении мпбр было: 16 лёгких танков; 42 орудия и миномёта; 19 ПТРК; 12 вертолётов. Личный состав: около 5000 человек.

#### Механизированная бригада

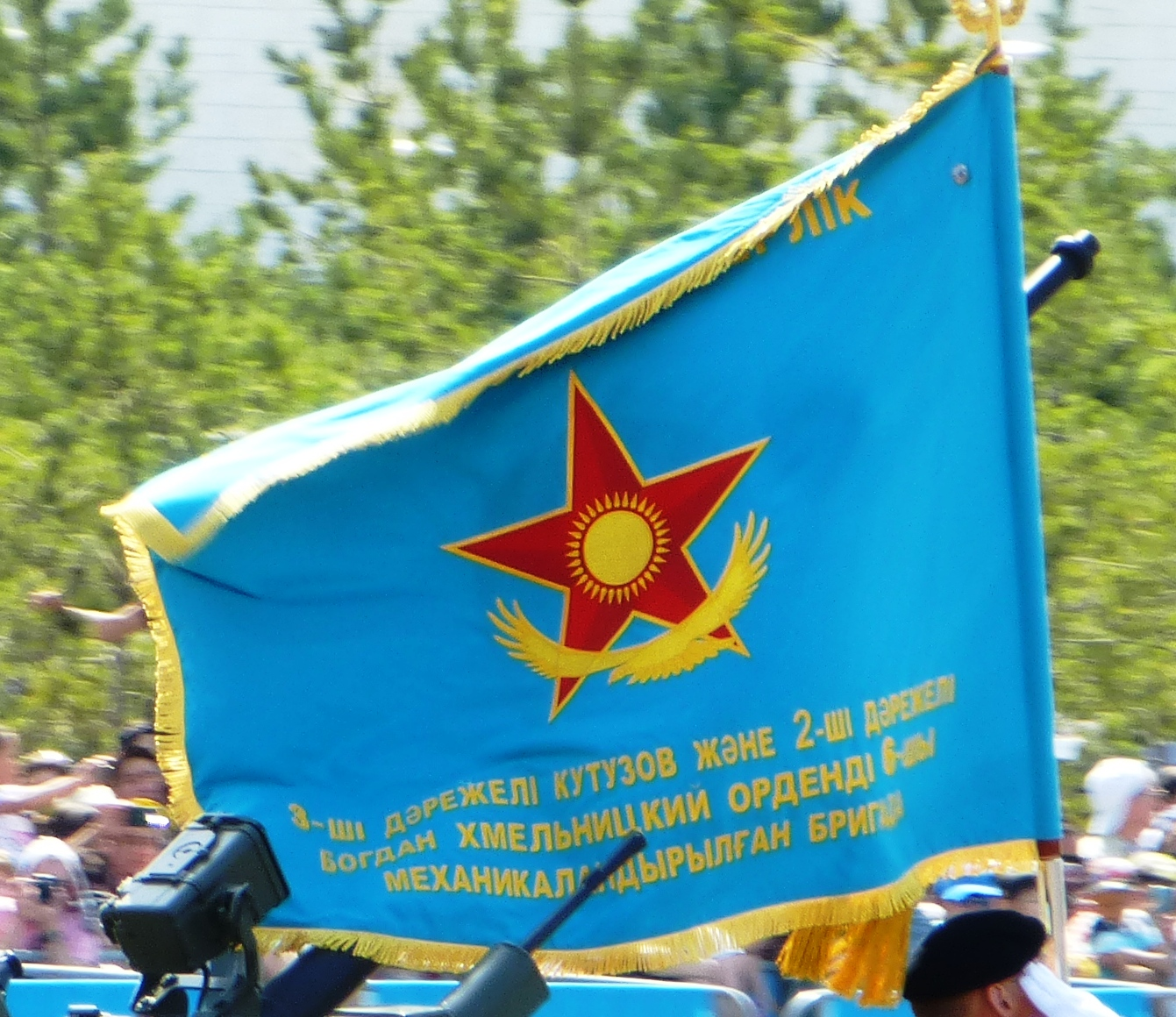
Боевое Знамя 6-й механизированной бригады ВС Казахстана

Механизированная бригада (мехбр) — общевойсковое тактическое соединение из танковых и мотопехотных частей.
Первые в военной истории механизированные бригады были созданы в РККА в 1930 году. В состав бригады входили лёгкий разведывательный полк и броневой полк, отдельный стрелковый батальон, артиллерийский дивизион и другие подразделения. На вооружении бригады было 60 танков и 12 бронемашин.
В Германии и в Великобритании такие соединения появились только в 1935 году. В 1938 году советские мехбр были переформированы в танковые бригады. В ходе Великой Отечественной войны, в 1942 повторно созданы имея в составе танковый полк, 3 мотострелковых батальона, артиллерийский дивизион, роту автоматчиков, миномётную батарею, противотанковую роту, зенитную батарею. На вооружении бригады было 39 танков, 36 орудий. Личный состав бригады — около 3500 человек. В период войны мехбр действовали в составе танковых и стрелковых корпусов. По окончании боевых действий все мехбр были расформированы.
В 1990-е годы в армиях различных государств мехбр встречались в сухопутных войсках США, Италии, Турции и других стран.
В Армии США в 1990-е годы мехбр в своём составе мог включать 2—3 мотопехотных и 1—2 танковых батальона, 1—2 артиллерийских дивизиона, роты (штабную, разведывательную, армейской авиации, сапёрную), а также батальон снабжения и транспорта. На вооружении бригады было более 100 танков, до 70 орудий и миномётов, свыше 100 ПТРК. Личный состав бригады — около 4700 человек.
В сухопутных войсках Италии в 1990-е годы мехбр включал в свой состав 3 механизированные и 1 танковый батальон, артиллерийский дивизион, противотанковую роту и сапёрную роту, батальон тылового обеспечения. На вооружении бригады: около 50 танков; 70 орудий и миномётов; 54 безоткатных орудия и 18 ПТРК. Личный состав бригады — до 5000.
Отдельный мехбр сухопутных войск Турции в 1990-е годы входил в состав армейских корпусов и по своей организации был идентичен отдельной пехотной бригаде.
На современном этапе основу сухопутных войск многих государств СНГ (Украина, Казахстан, Белоруссия, Узбекистан и другие) также составляют отдельные механизированные бригады.

#### Артиллерийская бригада
Артиллерийская бригада (абр) — тактическое соединение артиллерии в армиях многих государств.
Назначением абр является усиление и артиллерийская поддержка войск, как правило в составе артиллерийской группы.
Известны следующие типы абр которые различаются по следующим параметрам:
- по вооружению — гаубичная, пушечная, миномётная, реактивная, противотанковая;
- по организационной принадлежности вышестоящему формированию — армейские, корпусные, дивизионные;
- по калибру артиллерийского вооружения (мощности) — большой мощности, тяжёлые, лёгкие;
- по составу артиллерийского вооружения — однородные или смешанные;
- по способу передвижения — самоходные или буксируемые.

В Российской империи первые абр были созданы в 1806 году. Первоначально были созданы два типа абр (пешие по 4 батареи и конные по 2 батареи), которые придавались пехотным дивизиям. В период 1819—1862 годов абр были сведены в артиллерийские дивизии. Впоследствии бригады были расформированы. В абр пехотной дивизии находилось до 64 орудий. К концу XIX века в артиллерии был осуществлён переход к сведению батарей в дивизионы. При этом каждый дивизион включал в себя 3 батареи по 8 орудий в каждом. К 1904 году абр включала в себя 2-3 артиллерийских дивизиона и располагала от 48 до 72 орудий. Данная структура сохранялась до окончания Первой мировой войны.
В РККА абр находились в составе полевой артиллерии (до введения в ноябре 1918 года стрелковых дивизий) и тяжёлой артиллерии особого назначения (ТАОН), которые предназначались для усиления армий и фронтов. Первоначально в абр пехотной дивизии РККА входили 3 лёгких дивизиона, 1 гаубичный дивизион, 1 полевой тяжёлый дивизион и 2 зенитных батареи. Всего на вооружении было 68 орудий. В составе ТАОН к окончанию 1919 года были 3 армейских и 1 резервная абр (по 3 дивизиона).
В апреле 1941 года началось создание 10 противотанковых артиллерийских бригад (птабр) Резерва Верховного Главнокомандования. Каждая птабр должна была включать 2 полка. В каждом полку было по 5 противотанковых артиллерийских дивизиона (2 дивизиона 76-мм орудий, 2 дивизиона 85-мм орудий и 1 дивизион 107-мм орудий) и зенитный пулемётно-артиллерийский дивизион. Всего на вооружении птабр должно было быть 120 противотанковых орудий, 16 37-мм зенитных пушек и 36 пулемётов ДШК. Но к началу войны бригады имели только 30-78 % (42-104) орудий и в среднем 18,5 % автомашин и тягачей.
В период Великой Отечественной войны были созданы абр различных типов входившие в состав общевойсковых и танковых армий, стрелковых корпусов, артиллерийских дивизий а также отдельные абр. Структура абр и количество дивизионов в нём зависело от типа и подчинённости. К примеру гвардейские миномётные бригады (на РСЗО БМ-13) в составе гвардейских миномётных дивизий состояли из 4 дивизионов. Отдельная миномётная гвардейская бригада состояла из 6 дивизионов по 3 батареи в каждом. С 1944 года штат таких бригад при переходе на БМ-31-12 изменился. В бригадах стало 3 дивизиона по 3 батареи. В каждой батарее было по 4 боевые машины РСЗО. Всего в бригаде было 36 пусковых установок.
Также в военный период были созданы корпусные и армейские абр (2—3 полка по 2 дивизиона или по 5 батарей в каждом), миномётные бригады (48 160-мм миномётов), а также самоходные абр (76-мм, 100-мм, 122-мм и 152-мм САУ), тяжёлые (152-мм гаубицы), средние (122-мм пушки, 152-мм пушки-гаубицы), лёгкие (76-мм, 100-мм пушки) и другие. Организационно такие абр состояли из 3—4 артиллерийских дивизионов либо 2—3 артиллерийских полков. Количество орудий — от 24 до 76. В боевых действих корпусные и армейские абр использовались в полном составе либо рассредотачивались для усиления соединений первого эшелона.
В послевоенный период в Советской армии были созданы артиллерийские бригады большой мощности (абр БМ), которые входили в состав военных округов и представляли собой соединение из 2 тяжёлых самоходных пушечных артиллерийских дивизионов на САУ 2С7 «Пион» (каждая из 3 огневых батарей по 4 САУ), 2 тяжёлых самоходных миномётных дивизионов на САУ 2С4 «Тюльпан» (каждая из 3 огневых батарей по 4 САУ) а также батареи артиллерийской разведки. Всего на вооружении абр БМ было: 24 2С7 и 24 2С4.
Также абр встречаются в армиях США, Великобритании, Японии и других государств.
Артиллерийская бригада США в 1990-е годы входила в состав армейского корпуса. В составе имела 1—2 артиллерийских дивизиона управляемых ракет «Ланс» (6—12 боевых машин), 3 артиллерийских дивизиона 203,2-мм самоходных гаубиц (54 орудия), 1—2 артиллерийских дивизиона 155-мм самоходных гаубиц (18—36 орудий), 1—2 артиллерийских дивизиона РСЗО MLRS (27—54 боевых машин), батарею артиллерийской инструментальной разведки.
В сухопутных войсках Великобритании абр в 1990-е годы состояла из 6 полков: 1 ракетный, 3 артиллерийских, 2 зенитно-ракетных. На вооружении имелось: 12 боевых машин «Ланс», 12 203,2-мм самоходных гаубиц, 24 175-мм самоходных пушки, 96 ЗРК.
В силах самообороны Японии в составе Северной армии в 1990-е годы входила абр имевшая 2 дивизиона неуправляемых ракет класса «земля — земля» и 4 артиллерийских дивизиона.

#### Танковая бригада

Организационная структура тяжёлой танковой бригады (ттбр) РККА образца 1936 года

Танковая (бронетанковая) бригада (тбр) — тактическое соединение танковых войск. В США, ФРГ, Японии и других государствах — бронетанковых войск.
В РККА первые тбр были созданы в 1935—1937 годах. В зависимости от образцов танков по весу танковые бригады различались на тяжёлые, средние и лёгкие. Штаты танковых бригад неоднократно реформировались. Так в 1941 в танковой бригаде (тбр) было 3 танковых полка (всего 93 танка). С 1942 — 3 танковых батальона (всего 65 танков), мотострелковый батальон, зенитный артиллерийский дивизион, батарея противотанковых орудий, зенитно-пулемётная рота. Личный состав бригады — до 1400 человек. В 1937—1938 годах были созданы мотоброневые бригады состоящие из автоброневого, стрелково-пулемётного и разведывательного батальонов. Всего на вооружении было около 80 бронеавтомобилей. В годы Великой Отечественной войны были созданы огнемётные танковые бригады располагавшие 59 огнемётными танками (Т-34 или КВ-8), которые применялись в полном составе либо с рассредоточением. Танковые бригады действовали как правило в составе соединений либо объединений. В некоторых случаях им ставилась самостоятельная боевая задача. Бригады применялись на направлении главного удара в наступлении и для контратак и контрударов в обороне. По окончании боевых действий все танковые бригады были расформированы.
В послевоенный период в сухопутных войсках СССР танковая бригада была создана только один раз. В период с 1962 по 1980 год в составе войск ГСВГ существовала 5-я отдельная танковая бригада включавшая в свой состав 4 танковых и 1 мотострелковый батальон. При этом танковые батальоны были смешанного состава: 2 танковые и 1 мотострелковая рота.
На современном этапе танковые бригады имеются в армиях ФРГ, Бельгии, Греции, Италии, Израиля, России и других стран и состоят из 2—3 танковых батальонов, 1—2 мотопехотных (механизированных) батальонов, 1 артиллерийского дивизиона, подразделений обеспечения и обслуживания.
В Бундесвере тбр по своей структуре аналогичны мотопехотным бригадам, за исключением соотношения танковых и мотопехотных батальонов (соответственно 2 и 1), а также организации и вооружения смешанных и мотопехотных батальонов. На вооружении тбр имеется 110 танков, 24 орудия и миномёта, 24 ПТРК, около 60 БМП и БРМ. Личный состав бригады — более 3000 человек.
Бронетанковые бригады (бтбр) в 1990-е годы существовали в армии США и по штату были аналогичны механизированной бригаде.
В сухопутных войсках Турции на 1990-е годы отдельные бтбр присутствовали только в штате отдельных армейских корпусов. В каждой отдельной бтбр на вооружении было свыше 120 танков, около 70 самоходных гаубиц и миномётов, 40 безоткатных орудий и ПТРК. Личный состав бригады — около 5000 человек.

### Воздушно-десантные войска

#### Воздушно-десантная бригада
Воздушно-десантная бригада (вдбр) — тактическое соединение воздушно-десантных войск.
Назначением бригады является десантирование и ведение боевых действий в тылу противника в качестве тактического воздушного десанта, после начала наступления своих сухопутных войск. Может также выполнять задачи по прикрытию флангов, разрывов и брешей в боевых порядках войск. Первые вдбр в армиях некоторых государств появились в 1930-е годы. В состав бригад входили парашютно-десантные батальоны, артиллерийский или самоходно-артиллерийский полк, сапёрные подразделения и подразделения боевого и тылового обеспечения. В ВС СССР вдбр существовали до 1946 года. Применялись вдбр в составе воздушно-десантных корпусов либо самостоятельно.
В 1990-е годы вдбр имелись в армиях США и ФРГ (в составе воздушно-десантных дивизий) и как отдельные в Великобритании, Испании, Италии, Турции и других государствах. В состав вдбр обычно входят 3—4 парашютно-десантных батальона, артиллерийский дивизион, отдельные роты (штабная, разведывательная, миномётная, противотанковая, сапёрная, снабжения, медицинская). В некоторых случаях в состав бригады включалась эскадрилья армейской авиации. Личный состав бригады — 3000—4000 человек.
В составе воздушно-десантных дивизий США (82-й и 101-й) при необходимости могут создаваться бригадные аэромобильные группы, состоящие из нескольких пехотных аэромобильных батальонов, артиллерийского дивизиона, разведывательных, инженерных батальонов и других подразделений.

#### Воздушно-десантная бригада в послевоенных ВС СССР

Организационная структура
35-й отдельной гвардейской десантно-штурмовой бригады
на 1987 год (неофициальная)

В ВС СССР в конце 1960-х годов в связи с насыщением сухопутных войск транспортными вертолётами, было принято решение о создании отдельных воздушно-десантных бригад (овдбр) в военных округах имеющих выход к государственной границе СССР.
Первые две овдбр (11-я и 13-я) были созданы в 1968 году. Так как термин воздушно-десантная бригада был посчитан некорректным по отношению к сухопутным войскам, в качестве названия нового типа соединения в начале 1970-х годов было принято отдельная десантно-штурмовая бригада (одшбр). В состав каждой бригады входили 3 отдельных десантно-штурмовых батальона, артиллерийский дивизион, подразделения боевого и тылового обеспечения и 2 вертолётных полка (транспортно-боевой и боевой). Третья бригада (21-я) была создана в 1972 году.
Вторая волна по созданию одшбр пришлась на 1979 год, когда были созданы ещё 9 бригад. Третья волна пришлась на 1986 год созданием ещё 4 одшбр. Отличием создаваемых бригад второй и третьей волны было отсутствие в составе вертолётных частей и то что эти бригады были не соединениями, а воинскими частями.
В начале 1980-х годов первые три созданные одшбр (11-я, 13-я и 21-я) также были лишены статуса соединений и стали воинскими частями. В штат развёрнутых бригад до 1988 года входили: штаб бригады, 3 десантно-штурмовых батальона (на автомобилях ГАЗ-66), 1 парашютно-десантный батальон (на БМД-1), артиллерийский дивизион (на гаубицах Д-30А), зенитная ракетно-артиллерийская батарея, противотанковая батарея, разведывательная рота, инженерно-сапёрная рота, рота десантного обеспечения, рота связи, ремонтная рота, рота материального обеспечения, рота химической защиты, медицинская рота, оркестр и комендантский взвод. Личный состав бригады — 2800—3000 человек.
В период с 1 августа по 14 сентября 1990 года все отдельные десантно-штурмовые бригады были переподчинены командованию ВДВ и переименованы в отдельные воздушно-десантные бригады.

### Войска ПВО сухопутных войск
В войсках ПВО сухопутных войск ВС СССР — бригады были представлены следующими типами:
- зенитные артиллерийские (зенабр);
- зенитно-ракетные (зрбр);
- радиотехнические (ртбр).

Данные бригады выполняли прикрытие группировок войск и объектов от ударов воздушного противника. Радиотехнические бригады выполняли разведку воздушного пространства. В организационном порядке они входили в состав общевойсковых объединений. В послевоенный период, в связи с перевооружением на ракетное оружие, зенабр были переформированы в зрбр. В составе зрбр несколько дивизионов имеющих на вооружении зенитно-ракетные комплексы. Структура таких бригад была рассчитана на прикрытие войск (к примеру общевойсковой армии) во всей полосе наступления либо обороны. К примеру типовой штат зрбр на ЗРК «Куб» Советской армии в 1980-х годах включал в себя 3 отдельных зенитно-ракетных дивизиона (в каждом 3 зенитно-ракетные батареи по 3 пусковые установки), батарея управления, техническая батарея, рота связи, зенитно-ракетная техническая база и другие подразделения тылового обеспечения. В штате зрбр на ЗРК «Бук» было 4 отдельных зенитно-ракетных дивизиона. Отдельные дивизионы могли действовать автономно и являлись воинскими частями.
Вне СНГ, в других армиях типовыми формированиями ПВО сухопутных войск являются полк или дивизион. К примеру в сухопутных войсках Японии в 1990-е годы в состав каждой из 5 полевых армий входила бригада зенитных управляемых ракет «Хок», состоявшая 1—2 дивизиона (по 24 пусковые установки) и подразделений технического обслуживания.

### Военно-морской флот

#### Бригады кораблей
В Военно-морском флоте СССР и Российской Федерации, бригады как организационная форма тактических соединений встречаются как среди соединений кораблей, так и среди соединений береговых войск. Бригады в ВМФ предназначены для выполнения боевых действий в океанском (морском) театре военных действий как самостоятельно так и во взаимодействии с другими силами флота и формированиями других видов вооружённых сил.
В ВМФ в бригады сводятся подводные лодки, надводные корабли, суда обеспечения, части морской пехоты и войск береговой обороны.
Бригада подводных лодок состоит из 8—10 больших или 9—12 средних подводных лодок.
Бригада надводных кораблей (катеров) может включать в себя от 4 до 10 (в зависимости от ранга) кораблей или катеров одного класса (подкласса): ракетно-артиллерийских, противолодочных, минно-тральных, десантных и других. Либо бригада может состоять из 2—4 дивизионов кораблей и катеров.
Бригады речных кораблей (катеров) могут включать в себя несколько артиллерийских, минно-тральных, десантных и других кораблей (катеров) и предназначены для боевых действий на реках и озёрах. Могут быть как отдельными, так и входить в состав дивизий или речных флотилий.
Также в составе ВМФ могут встречаться не являющиеся боевыми формированиями бригады строящихся (ремонтирующихся) кораблей, предназначенные для обеспечения их строительства (ремонта). В такие бригады включаются все корабли находящиеся на данном предприятии, независимо от класса корабля. Бригады судов обеспечения включают в себя от 2 до 4 дивизионов судов.
В ВМФ (ВМС) других государств бригадная организация корабельных соединений отсутствует.

#### Авиация ВМФ
В истории ВМФ СССР авиационная бригада впервые была создана в 1918 году и называлась воздушной бригадой. Подобные 2 бригады состоявшие из 2-3 дивизионов находились по одной в составе Балтийского флота и Волжско-Каспийской флотилии. В 1920 году эти бригады были расформированы.
В 1939 году были созданы смешанные, истребительные и бомбардировочные авиационные бригады состоявшие из 2—3 авиационных полков и нескольких авиационных эскадрилий. К лету 1943 года на всех флотах авиационные бригады были расформированы.

#### Морская пехота
В ВМФ СССР первая бригада морской пехоты (брмп) была создана в 1939 году на Балтийском флоте. В годы Великой Отечественной войны было создано дополнительно 19 брмп, в состав каждой из которых входили 4—6 батальонов морской пехоты, 1—2 артиллерийских дивизиона, миномётные подразделения и подразделений обеспечения. Личный состав бригад — от 3000 до 5000 человек набранных только из числа матросов, старшин и офицеров ВМФ. В годы войны брмп взаимодействовали с формированиями сухопутных войск на приморских направлениях, обороняли военно-морские базы и порты, участвовали в десантных операциях по захвату плацдармов на морском побережье.
Помимо этого в период 1941—1942 в Красной армии были созданы около 35 морских стрелковых бригад (морсбр) личный состав которых на 20—50 % набирался из матросов, старшин и офицеров ВМФ. По составу морсбр включала в себя 3 стрелковых батальона, артиллерийский и миномётный дивизионы, противотанковый батальон, батальон связи, отдельную роту автоматчиков, роту противотанковых ружей, роту разведки и подразделений обеспечения. Личный состав морсбр — 4—5 тысяч человек. В отличие от брмп, они действовали на сухопутных фронтах в составе общевойсковых соединений и объединений. По окончании войны брмп и морсбр были расформированы.
В 1979 году в составе ВМФ СССР на трёх флотах на базе отдельных полков морской пехоты путём укрупнения повторно были созданы отдельные бригады морской пехоты (обрмп). В состав обрмп входили: 3 батальона морской пехоты, десантно-штурмовой батальон, танковый батальон, разведывательный батальон, артиллерийский дивизион, противотанковый дивизион, реактивный артиллерийский дивизион, зенитный ракетно-артиллерийский дивизион, подразделения обеспечения.
Экспедиционная бригада морской пехоты США является оперативно-тактическим соединением, создаваемым на время выполнения поставленной боевой задачи. Не является формированием постоянного состава. Как правило включает в себя полк, десантную группу (от 2 до 5 усиленных батальона морской пехоты, смешанную авиационную группу и бригадную группу тылового обеспечения. Личный состав достигает 16 000 человек.
На современном этапе в составе морской пехоты ВМФ России есть 4 обрмп, по одной на каждый флот.

### Военно-воздушные силы
В военно-воздушных силах вооружённых сил многих стран бригады существовали в период с 1920-х по 1970-е годы. В зависимости от принадлежности к роду авиации, назначением авиационных бригад было выполнения тактических и оперативных задач в операциях сухопутных войск, военно-морского флота а также участие в воздушных и воздушно-десантных операциях во взаимодействии с формированиями других родов авиации и видов вооружённых сил. В РККА первые авиационные бригады были созданы в 1927 году. Они включали в себя 3—4 эскадрильи по 31—36 самолётов в каждой.
Авиационные бригады разделялись на истребительные, бомбардировочные, легкобомбардировочные, смешанные, дальнебомбардировочные и ближнебомбардировочные. Смешанные авиационные бригады включали в себя разнотипные эскадрильи: бомбардировочные, штурмовые и истребительные. С 1938 года в состав бригад стали включать авиационные полки. В 1940 году произошло упразднение авиационных бригад в связи с переходом военно-воздушных сил на дивизионную организацию. В морской авиации бригады сохранялись до конца Великой Отечественной войны.
В вооружённых силах авиационные бригады как организационная единица до лета 2017 года встречалась лишь в армейской авиации сухопутных войск США. Каждая подобная бригада насчитывала порядка 100 вертолётов.
С лета 2017 года в составе ВКС Российской Федерации были созданы 4 бригады армейской авиации (браа), представляющие собой соединение из 2 боевых вертолётных эскадрилий (одна на Ми-28Н и одна на Ми-35), 2 транспортно-боевых вертолётных эскадрилий (одна на Ми-8АМТШ и одна на Ми-8МТВ-5) и 1 транспортного вертолётного звена на тяжёлых вертолётах Ми-26. Бригады находятся в составе армий ВВС и ПВО военных округов.

### Войска ПВО
Бригада в войсках ПВО является основным соединением зенитных ракетных войск и радиотехнических войск.
В войсках ПВО на разных исторических периодах встречались и встречаются следующие типы бригад: зенитные артиллерийские (зенабр), зенитно-ракетные (зрбр), радиотехнические (ртбр) и другие.
В войсках ПВО СССР в 1927 была сформирована первая зенабр для обороны Ленинграда. В составе зенабр было 4 зенитных артиллерийских дивизиона по 3 зенитные артиллерийские батареи в каждом. Всего 72 зенитных орудия. Для ПВО важных центров (объектов) СССР с 1929 года были созданы отдельные бригады ПВО (позднее бригадные районы и зоны ПВО). В состав бригад входили части и подразделения зенитной артиллерии, зенитных пулемётов, аэростатов заграждения, зенитных прожекторов и подразделений ВНОС (сокращение от «Воздушное наблюдение, оповещение и связь»).
В ноябре 1941 года бригады ПВО и бригадные районы ПВО были расформированы.
В послевоенный период, в 1959 году были созданы первые зенитно-ракетные бригады.
В 1961 году были созданы первые радиотехнические бригады. Оба типа бригад (зрбр и ртбр) были сведены в состав соединений и объединений войск ПВО. Зенитно-ракетная бригада состоит из нескольких зенитно-ракетных дивизионов (групп дивизионов) имеющих на вооружении ЗРК одного или нескольких типов, подразделений боевого и тылового обеспечения. Радиотехническая бригада (ртбр) предназначена для радиолокационной разведки воздушного противника и передачи разведывательных данных зенитно-ракетным и авиационным частям и соединениям войск ПВО. В штате ртбр имеется несколько радиотехнических батальонов подразделений управления и тыла. В войсках ПВО ртбр и зрбр в организационном порядке включались в состав корпусов и дивизий ПВО.
В Армии США бригада ПВО выполняет различные задачи которые и влияют на её состав. К примеру на крупных ТВД для лучшей организации управления бригада ПВО может состоять из подразделений вооружённых одним типом зенитных управляемых ракет. При необходимости располагать средствами ПВО большой, средней и малой дальности действия вооружение бригады будет смешанным. Как правило бригада ПВО США включает в себя 3 зенитно-ракетных дивизиона, штабную батарею и различные секции (связи, оперативной разведки, административную и тыла). Бригада ПВО может придаваться для усиления армейским корпусам, командованию сухопутных войск на ТВД или другим оперативным объединения и соединениям.

### Специальные войска
Бригады в специальных войсках в вооружённых силах многих государств являются единственным типом соединения. Они имеются практически во всех родах специальных войск занимающихся боевым и тыловым обеспечением.
В редких случаях в армиях некоторых государств, бригады тыла вооружённых сил объединялись в корпуса. Так в ВС СССР 6—7 дорожно-строительных бригад сводились в дорожно-строительный корпус, а 3—6 железнодорожных бригад сводились в железнодорожный корпус.

#### Войска связи
Бригады связи (брс) бывают двух типов: линейные и узловые. Линейные брс выполняют развёртывание и обслуживание полевых линий связи (тропосферные, радиорелейные, проводные), а узловые — выполняют развёртывания узлов связи.
В армиях США и других стран брс включает в себя батальон обеспечения связи командования, 4 батальона порайонной связи, батальон кабельно-проводной связи и батальон радиосвязи.
Формирование первых брс в ВС СССР пришлось на начало 1945 года. На тот период они включали в себя линейно-эксплуатационные, строительные части и части обслуживания узлов связи.

#### Инженерные войска
Бригадная организация в инженерных войсках отличается широким распространением и разновидностью типов. Известны бригады инженерных войск назначением которых является:
- выполнение фортификационных работ;
- установка заграждений различного типа;
- разграждение препятствий различного типа;
- штурм укреплённых населённых пунктов;
- обустройство дорог и колонных путей;
- возведение переправ и строительство мостов;
- проведение маскировочных работ;
- другие задачи.

Исходя из возложенных на них задач, бригады имеют соответствующие штаты и вооружение.
В царской армии в 1819 сапёрные и пионерные батальоны были сведены в пионерные бригады, которые позже в 1844 году были переименованы в сапёрные бригады. В период 1910—1913 годов эти бригады были расформированы. В РККА первая созданная в 1918 году бригада инженерных войск получила название минноподрывная бригада. Она объединяла 3 минноподрывных дивизиона, инженерный парк и пулемётную команду. В марте 1919 года в действующей армии были созданы военно-рабочие бригады которые занимались возведением оборонительных укреплений, дорожных и мостовых работ и состояли из 3 военно-рабочих батальона.
В Великую Отечественную войну были сформированы следующие типы инженерных бригад:
- конец 1941 года — сапёрные бригады. В составе каждой: до 19 сапёрных батальонов, 1 автотракторный батальон, отряд механизации. Выполняли строительство стратегических тыловых оборонительных рубежей. Первоначально входили в состав сапёрных армий.
- 1942 год

- инженерные бригады специального назначения. В составе каждой: 4—7 батальонов (инженерных заграждений, специального минирования, электротехнический, отряда электрификации). Выполняли задачи минирования, разминирования, установки управляемых минных полей, электризуемых заграждений.
- инженерно-минные бригады (в составе каждой 7 инженерно-минных батальона) и горные минно-инженерные бригады (в составе 5 горных минно-инженерных батальона). Выполняли задачи по созданию зон оперативных заграждений.
- гвардейские бригады минёров. В составе каждой 5 гвардейских батальона минёров. Созданы для действий в тылу противника.
- инженерно-сапёрные бригады. В составе каждой: 4—5 инженерно-сапёрных батальона, легкопереправочный парк НЛП, моторизированная инженерно-разведывательная рота. Выполняли задачи по наведению лёгких переправ.
- понтонно-мостовые бригады. В составе каждой: 3 моторизованных понтонно-мостовых батальона с парком Н2П, батальон с парком ДМП, в некоторых бригадах — отряды подводных работ. Выполняли задачи по наведению переправ для тяжёлой военной техники.

- 1943 год

- штурмовые инженерно-сапёрные бригады. В составе каждой: 5 штурмовых инженерно-сапёрных батальона, моторизованная инженерно-разведывательная рота, легкопереправочный парк, рота собак-миноискателей. Личный состав оснащался кирасами. Выполняли задачи по штурму заранее подготовленных к обороне городов и рубежей.
- горные инженерно-сапёрные бригады. В составе каждой 4 горных инженерно-сапёрных батальона. Созданы для выполнения инженерных работ в горах.
- горные минно-инженерные бригады.
- тыловые бригады разграждения. В составе по 4—7 батальонов разграждения. Выполняли задачи по сплошному разминированию тыловых рубежей и освобождению от противника занятых районов.

- 1944 год

- моторизованные штурмовые инженерно-сапёрные бригады. В составе: 5 моторизованных штурмовых инженерно-сапёрных батальона, моторизованная инженерно-разведывательная рота, легкопереправочный парк. Были созданы по причине роста и размаха наступательных операций.
- моторизованные инженерные бригады. В составе бригады фронта: 3 моторизованных инженерных батальона, батальон электризованных заграждений, рота специального минирования. В составе бригады армии: 2 моторизованных инженерных батальона, моторизованный понтонно-мостовой батальон.

Также в 1944 году во все штурмовые инженерно-сапёрные бригады были включены батальоны ранцевых огнемётов и в некоторые по инженерно-танковому полку и огнемётно-танковому полку. Всего в годы войны было сформировано свыше 240 бригад инженерных войск. К окончанию войны их насчитывалось 116. В послевоенный период и до распада СССР по одной инженерно-сапёрной бригаде находились в составе военных округов.
В ВС РФ основными типами бригад инженерных войск являются инженерные и инженерно-сапёрные бригады.
Также инженерно-сапёрные бригады и другие типы инженерных войск встречаются в армиях различных государств.
Инженерная бригада в Армии США состоит из 3 отдельных инженерных, 2 тяжёлых инженерных батальонов и 2 батальонов инженерных средств. Бригада оснащается путепрокладчиками, автогрейдерами, переправочными десантными средствами, минными заградителями, раскладчиками мин, минными тралами, тралы, средствами добычи и очистки воды, землеройными машинами и иной инженерной техникой.

#### Химические войска
Бригады химических войск (в ВС РФ в 1993 году химические войска переименованы в войска РХБЗ) предназначены для ведения радиационной, химической и биологической разведки, специальной обработки, дымовой маскировки и выполнения других задач. Как правило такие бригады состоят из нескольких специализированных батальонов, подразделений обеспечения и обслуживания. Личный состав бригады колеблется от нескольких сотен до нескольких тысяч военнослужащих. Бригады оснащаются химическими разведывательными, дегазационными, дымовыми машинами и другой техникой. В случае техногенных катастроф и крупных пожаров могут развёртываться в мирное время. В послевоенный период и до распада СССР по одной бригаде химической защиты (брхз) находились в составе военных округов.
Бригады химических войск встречаются также и в других армиях.
Бригада химических войск в Армии США является составной частью армейского корпуса и подлежит развёртыванию в период мобилизации или в военное время. Выполняет работы по специальной обработке войск, постановке дымовых завес, обеспечению командования по обстановке (радиационной, химической, бактериологической). Может включать 2—4 химических батальона, в каждом из которых 2—6 химических рот (дымовые; дегазационные; химической, бактериологической. и радиационной разведки) а также штабную роту.

#### Тыл вооружённых сил
Типы бригад находящихся в составе Тыла вооружённых сил зависит от государственной принадлежности. К примеру в составе Тыла ВС СССР имелись следующие типы бригад, выполнявшие следующие задачи:
- бригады материального обеспечения:

- приём, содержание (хранение) и доставка (отпуск) запасов материальных средств войскам;
- заправка техники горючим, ремонт и эвакуация технических средств и имущества служб тыла;
- а также выполнения другие задачи по обеспечению войск.

- автомобильные бригады:

- подвоз материальных средств;
- перевозка личного состава;
- эвакуация раненых и больных, неисправного, излишнего имущества и трофеев;

- трубопроводные бригады — для развертывания и эксплуатации полевых магистральных трубопроводов;
- дорожно-комендантские бригады и мостовые бригады:

- подготовка, эксплуатация, техническое прикрытие и восстановление военно-автомобильных дорог,
- охрана и несение дорожно-комендантской службы;

- медицинские бригады (развёртывались в особых случаях):

- проведение лечебно-эвакуационных, санитарно-гигиенических и противоэпидемических мероприятий;
- проведение мероприятий медицинской службы по защите личного состава от оружия массового поражения.

- железнодорожные бригады — для восстановления, строительства, эксплуатации, заграждения и технического прикрытия железных дорог.
- дорожно-строительные бригады — строительство автомобильных дорог и мостов.